# واشنطن (لاعب كرة قدم مواليد 1986)
واشنطن هو لاعب كرة قدم برازيلي في مركز الهجوم، ولد في 19 مايو 1986 في ريو دي جانيرو في البرازيل. لعب مع بوتافوغو ريغاتاس.